# دوري كرة القدم الألباني الدرجة الأولى 1932
دوري كرة القدم الألباني الدرجة الأولى 1932 هو موسم من دوري كرة القدم الألباني الدرجة الأولى ‏. أشرف على تنظيمه اتحاد ألبانيا لكرة القدم، وفاز فيه KF Besa Kavajë ‏.